# Psychotria formosissima
Psychotria formosissima är en måreväxtart som beskrevs av Julian Alfred Steyermark. Psychotria formosissima ingår i släktet Psychotria och familjen måreväxter. Inga underarter finns listade i Catalogue of Life.